# Janeite

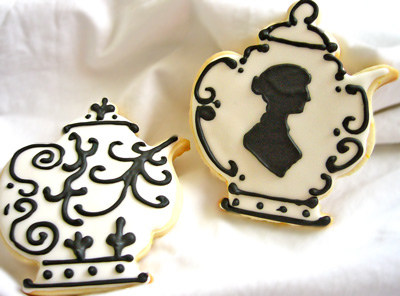
Cookies en forme de théière à l'effigie de Jane Austen

Les Janeites sont les admirateurs enthousiastes de l'œuvre de Jane Austen.
Cette appellation est usitée tant par les admirateurs de son œuvre que par d'autres personnes qui en font un terme d'opprobre. Selon la spécialiste Claudia Johnson, le « Janeitisme » est « l'enthousiasme idolâtre ressenti, non sans une certaine gêne, pour « Jane » et pour chaque détail qui se rapporte à elle » (the self-consciously idolatrous enthusiasm for 'Jane' and every detail relative to her).

## Naissance de la «secte»
Le Janeitisme ne commença qu'après la publication de l'ouvrage A Memoir of Jane Austen par son neveu James Edward Austen-Leigh en 1870, lorsque l'élite littéraire ressentit le besoin de séparer sa propre appréciation de Jane Austen de celle des masses.
Le terme « Janeite » fut initialement inventé par le spécialiste de la littérature George Saintsbury, en 1894, dans son introduction à une nouvelle édition de Pride and Prejudice. Comme l'explique la spécialiste de Jane Austen, Deirdre Lynch, le Janeite « tenait à s'équiper d'un badge honorifique qu'il pourrait épingler avec jubilation au revers de son veston ». Dans les premières années du XXe siècle, le Janeitisme fut « essentiellement un enthousiasme masculin que partageaient les éditeurs, les professeurs et les lettrés ». Rudyard Kipling alla jusqu'à publier, dans son recueil Debits and Credits, une nouvelle intitulée Janeites, qui met en scène un groupe de soldats de la Première Guerre mondiale fans des romans de Jane Austen.